# Peter Luttenberger
Peter Luttenberger (Bad Radkersburg, 13 december 1972) is een voormalig Oostenrijks wielrenner, die onder meer voor de Nederlandse Rabobankploeg heeft gereden. Zijn beste resultaat in een grote ronde was een vijfde plaats in de Tour de France van 1996. Hij won dat jaar ook de Ronde van Zwitserland.
Luttenberger werd enkele malen nationaal kampioen van Oostenrijk: in 1993 op de weg, en in 1998 en 2006 in de tijdrit. Begin 2007 kondigde hij aan te stoppen met professioneel wielrennen.
Op 3 januari 2013 werd Luttenberger door een anonieme oud-ploeggenoot beschuldigd van dopinggebruik in de jaren 90.

## Belangrijkste overwinningen
1993
- Oostenrijks kampioen op de weg, Elite

1994
- Giro del Mendrisiotto

1996
- 7e etappe en eindklassement Ronde van Zwitserland

1998
- Oostenrijks kampioen tijdrijden, Elite

2006
- 1e etappe deel B Internationale wielerweek (ploegentijdrit)
- Oostenrijks kampioen tijdrijden, Elite

## Resultaten in voornaamste wedstrijden
| Jaar | Ronde van Italië | Ronde van Frankrijk | Ronde van Spanje |
| ---- | ---------------- | ------------------- | ---------------- |
| 1995 |                  |                     | opgave           |
| 1996 |                  | 5e                  |                  |
| 1997 |                  | 13e                 | opgave           |
| 1998 |                  |                     |                  |
| 1999 | 19e              |                     | opgave           |
| 2000 |                  | 21e                 | opgave           |
| 2001 | 12e              |                     |                  |
| 2002 |                  | opgave              | 81e              |
| 2003 |                  | 13e                 | 62e              |
| 2004 |                  |                     | 85e              |
| 2005 | 87e              |                     |                  |
| 2006 |                  |                     |                  |

| Jaar | Milaan-San Remo | Luik-Bast.‑Luik | Ronde van Lombardije | Waalse Pijl |  | WK op de weg |
| ---- | --------------- | --------------- | -------------------- | ----------- |  | ------------ |
| 1995 |                 |                 |                      |             |  |              |
| 1996 |                 |                 |                      |             |  |              |
| 1997 |                 |                 |                      |             |  |              |
| 1998 | 163e            |                 |                      |             |  |              |
| 1999 |                 |                 |                      |             |  |              |
| 2000 |                 |                 |                      |             |  |              |
| 2001 |                 | 12e             | 18e                  | 10e         |  | 52e          |
| 2002 |                 | 23e             |                      | 105e        |  |              |
| 2003 |                 |                 | 11e                  |             |  | 34e          |
| 2004 |                 |                 |                      | 74e         |  | 53e          |
| 2005 |                 | 101e            |                      |             |  |              |
| 2006 |                 |                 |                      | 95e         |  |              |

Wielerploegen van Peter Luttenberger
Artunghi ·
Bertolini ·
Cembali ·
Checchin ·
Chiappucci ·
Chiesa · 
Kuum · 
Mantovan ·
Miceli ·
Pantani ·
Poelnikov · 
Rossi ·
Schiavina ·
Sierra ·
Zanolini ·
Zberg · 
Luttenberger (stagiair) ·
Simeoni (stagiair) ·
Traversoni (stagiair) 
Artunghi ·
Barbero ·
Bertolini ·
Cembali ·
Checchin ·
Chiappucci ·
Chiesa · 
Luttenberger ·
Mantovan ·
Miceli ·
Pantani ·
Rossi ·
Schiavina · 
Siboni · 
Sierra (tot 05/09) ·
Simeoni ·
Zaina ·
Zberg · 
Puglioli (stagiair) · 
Traversoni (stagiair) 
Artunghi ·
Barbero ·
Checchin ·
Chiappucci ·
Chiesa · 
Fidanza ·
Luttenberger ·
Pantani ·
Pelliccioli ·
Podenzana ·
Schiavina · 
Siboni · 
Simeoni ·
Traversoni ·
Zaina ·
B. Zberg · 
M. Zberg
Blaudzun ·
van Bon ·
Boogerd ·
Boven ·
Breukink ·
Bruyneel ·
Dekker ·
Groenendaal ·
van Heeswijk ·
Jonasson ·
Jonker ·
Koerts ·
Luppes ·
Luttenberger ·
McEwen ·
Moerenhout · 
Nelissen ·
Piziks ·
van der Poel ·
Sørensen ·
Vierhouten ·
Hiemstra (stagiair) ·
Lotz (stagiair) 
den Bakker ·
van Bon ·
Boogerd ·
Boven ·
Bruinsma ·
Dekker ·
Groenendaal ·
van Heeswijk ·
Hiemstra · 
Jonasson ·
Jonker ·
Koerts ·
Kroon ·
Lotz ·
Luttenberger ·
McEwen ·
Moerenhout · 
Nys ·
van der Poel ·
Sørensen ·
Vierhouten ·
Wauters ·
B. Zberg ·
M. Zberg ·
de Groot (stagiair) ·
Pronk (stagiair) ·
Vlijm (stagiair)
Cañada ·
Cuesta ·
Díaz ·
Etxebarria ·
García ·
González ·
Jalabert · 
Lejarreta ·
Luttenberger ·
Martín ·
Morras ·
Nozal ·
Olano   ·
Pérez ·
Peron ·
Rebollo ·
Sastre ·
Serrano ·
Sierra ·
Zarrabeitia ·
Gutiérrez (stagiair) 
Cañada ·
Cuesta ·
Díaz ·
Etxebarria ·
Florencio ·
García ·
González ·
Gutiérrez ·
L. Jalabert · 
N. Jalabert ·
Lejarreta ·
Luttenberger ·
Nozal ·
Olano ·
Peña ·
Sastre ·
Serrano ·
Zarrabeitia ·
Rodríguez (stagiair) 
Apollonio · 
Balducci · 
Borghi · 
Bortolami · 
Bossoni · 
Calcagni · 
Chesini · 
Di Grande · 
Donati · 
Ferrari · 
Gajnetdinov · 
George · 
Gerosa · 
Giacomelli · 
Gili · 
Hauptman · 
Klemenčič · 
Luttenberger · 
Mazzoleni · 
Miceli · 
Minali · 
Pezze · 
Radaelli · 
Rütimann · 
Sironi · 
Szmyd · 
Zucconi
Apollonio · 
Balducci · 
Borghi · 
Bortolami · 
Bossoni · 
Calcagni · 
Di Silvestro · 
Donati · 
Ferrari · 
Frigo · 
Gajnetdinov ·  
Gerosa ·  
Gili · 
Hauptman · 
Klemenčič · 
Luttenberger · 
Mazzoleni ·  
Minali ·  
Radaelli · 
Rütimann · 
Sironi · 
Szmyd · 
Zampieri ·
Zucconi ·
Bellotti (stagiair) 
Blaudzun · 
Bruun Eriksen ·
Calvente ·
Christensen ·
Dean ·
Hamilton ·
Hoffman ·
Jalabert ·
Kristensen ·
Luttenberger ·
Madsen ·
Michaelsen · 
Peron ·
Piil ·
Piziks ·
Sandstød ·
Sastre ·
Schleck ·
Sørensen · 
Tafi ·
Van Bondt ·
Van Hyfte ·
Arroyo (stagiair) ·
Knudsen (stagiair) ·
Urtasun (stagiair)
Arvesen ·
Bartoli ·
Basso ·
Blaudzun · 
Bruun Eriksen ·
Calvente ·
Christensen ·
Guidi ·
Goesev ·
Hoffman ·
Høj ·
Jaksche ·
Julich ·
Luttenberger ·
Madsen ·
Michaelsen · 
Peron ·
Piil ·
Sandstød ·
Sastre ·
F. Schleck ·
Sciandri (tot 20/05) ·
Sørensen · 
Vandborg ·
Voigt ·
A. Schleck (stagiair) 
Arvesen ·
Bak ·
Basso ·
Blaudzun · 
Breschel ·
Bruun Eriksen ·
Calvente ·
Gerdemann ·
Guidi (tot 15/02) ·
Goesev ·
Hoffman (tot 15/07) ·
Johansen ·
Julich ·
Lombardi ·
Luttenberger ·
Michaelsen · 
Müller ·
Peron ·
Piil ·
Roberts ·
Sastre ·
A. Schleck ·
F. Schleck ·
N. Sørensen · 
Vandborg ·
Vande Velde ·
Voigt ·
Zabriskie ·
Klostergaard (stagiair) ·
C. A. Sørensen (stagiair) 
Arvesen ·
Bak ·
Basso ·
Blaudzun · 
Breschel ·
Cancellara   ·
Cuesta ·
Hoestov ·
Johansen ·
Julich ·
Klostergaard ·
Kroon ·
Ljungqvist ·
Lombardi ·
Luttenberger ·
Michaelsen · 
Müller ·
O'Grady ·
Pedersen ·
Peron ·
Piil ·
Roberts ·
Sastre ·
A. Schleck ·
F. Schleck ·
Sørensen · 
Vandborg ·
Vande Velde ·
Voigt ·
Zabriskie